# NKVD
El Comisariado del Pueblo para Asuntos Internos de la Unión Soviética (en ruso: Народный комиссариат внутренних дел СССР, romanizado: Naródny komissariat vnútrennij del SSSR, abreviado como NKVD; НКВД, según su acrónimo ruso, o Narkomvnudel, en ruso Наркомвнудел), fue un departamento gubernamental soviético que manejó cierto número de asuntos internos de la Unión Soviética de 1934 a 1946.
Además de sus funciones de seguridad del Estado y de sus funciones policiales, algunos de los departamentos del NKVD manejaban otros asuntos, como transporte, bomberos, guardia fronteriza, etcétera.

## Evolución de la estructura y labores del NKVD
Después de la Revolución de octubre de 1917, los bolcheviques disolvieron la vieja policía y buscaron la creación de la Milicia de los Trabajadores y Campesinos (Milítsiya), bajo la supervisión del NKVD de la República Socialista Federativa Soviética de Rusia (RSFS). Sin embargo, la administración del NKVD se encontraba abrumada por las funciones que le habían sido heredadas directamente del Ministerio del Interior de Rusia (MVD Imperial), tales como la supervisión de los gobiernos locales y las labores de los bomberos; la nueva fuerza de trabajo proletaria carecía de experiencia.
Dándose cuenta de que habían sido dejados con una fuerza de seguridad muy incapaz, la RSFSR creó una fuerza política secreta, la Cheká, guiada por Félix Dzerzhinski. A la organización se le atribuyó poder para llevar a cabo rápidos juicios extrajudiciales y ejecuciones, si era necesario, para proteger a la revolución.
La Cheká fue reorganizada en 1922, como el Directorio Político Estatal, o GPU del NKVD de la RSFS de Rusia. Tras la formación de la Unión Soviética en 1922, la GPU se transformó en la OGPU (Directorado Político Unificado del Estado), bajo el Consejo de Comisarios del Pueblo de la URSS. El NKVD de la RSFSR tenía el control de la Milítsiya, además de tener otras responsabilidades.
En 1934, la OGPU fue incorporada a la nueva NKVD de la URSS, transformándose en el Directorio Principal de Seguridad del Estado. El NKVD de la RSFSR dejó de existir y no regresó hasta 1946 (como el MVD de la RSFSR). Como resultado, el NKVD también se hizo responsable de todas las instalaciones de detención (incluyendo los campos de trabajo, conocidos como Gulag, además de hacerse cargo de la policía regular).
Otros departamentos del NKVD se encargaban de funciones policiales generales e investigaciones criminales, recopilar la información de inteligencia y operaciones especiales en otros países, la contrainteligencia y la seguridad personal para oficiales de alto rango y otras labores relacionadas.
El NKVD tuvo los siguientes directorios, denominados "direcciones generales" (en ruso главное управление) y abreviados varias veces como "ГУ": 
- Dirección General de Seguridad del Estado (GUGB) - главное управление госбезопасности; del servicio de inteligencia.

- Dirección General de Milítsiya de Obreros y Campesinos (GURKM) - рабоче-крестьянская милиция; de policía regular y de tránsito.
- Dirección General de Tropas Fronterizas y Tropas Internas (GUPVO) - пограничная и внутренняя охрана; de guardia fronteriza y gendarmería.
- Dirección General de Protección contra Incendios (GUPO) - пожарная охрана, de bomberos.
- Dirección General de Campos y Colonias de Trabajo Correccional (GULAG) - исправительно-трудовых лагерей и колоний; de los campos de trabajo.
- Dirección General de Carreteras (GUSh) - ГУШосдор-шоссейные дороги, de carreteras.
- Dirección General de Ferrocarriles (GUZHD) - железные дороги, de ferrocarriles.
- Dirección General de Economía (GEU) - экономика, de economía.
- Dirección General de Transporte (GTU) - транспорт, de medios de transporte.
- Dirección General de Prisioneros de Guerra e Internados (GUVPI) - военнопленных и интернир.ованных, de prisioneros de guerra y e internados.

El 13 de febrero de 1941, las Secciones Especiales del NKVD (responsables de contrainteligencia en el ejército) pasaron a formar parte del Ejército y la Marina. La GUGB fue separada del NKVD y se le dio el nuevo nombre de NKGB. Después del estallido de la Segunda Guerra Mundial, El NKVD y la NKGB fueron unidos de nuevo al mando de Lavrenti Beria, el 20 de julio de 1941, y la contrainteligencia fue devuelta al NKVD en enero de 1942. En abril de 1943, fue transferido otra vez al SMERSH. Al mismo tiempo, el NKVD fue de nuevo separado de la NKGB.
En 1946, el NKVD cambió su nombre por el de MVD y la NKGB por el de MGB. En 1953, estas dos dependencias volvieron a unirse. Tras el arresto de Lavrenti Beria, las fuerzas chekistas fueron finalmente separadas del MVD en 1954, para formar finalmente el KGB. De acuerdo con el documental de radio hecho por el Servicio Ruso de la "Radio Libertad" realizado en 1996, el papel de la MGB fue reducido de Ministerio a Comité por el temor de los líderes comunistas a la importancia que la MGB podría tomar de reanudarse las purgas. La fuerza policial, finalmente fue dividida en dos agencias independientes:
- MVD (Ministerstvo Vnútrennij Del; Ministerio de Asuntos Internos), responsable de la policía criminal, las prisiones y los bomberos
- KGB (Komitet Gosudárstvennoy Bezopásnosti; Comité de Seguridad del Estado) - responsable de la policía política, contrainteligencia, inteligencia, protección personal y comunicaciones confidenciales.

El vigésimo congreso del Partido Comunista de la Unión Soviética en 1956, y el discurso referente al "culto a la personalidad", marcó el papel que las dos agencias jugarían hasta el colapso de la Unión Soviética.

## Actividades del NKVD
A pesar de que el NKVD desempeñó la importante función de seguridad del Estado, el nombre de la organización es asociado hoy en día principalmente con actividades consideradas criminales: represiones políticas y asesinatos, crímenes militares, violación de los derechos de ciudadanos soviéticos y extranjeros, así como incumplimiento de la ley.

### Actividades de Inteligencia
Estas incluían:
- Establecimiento de una red de espionaje apoyándose en la organización del Komintern.
- Infiltración exitosa de Richard Sorge, de la Orquesta Roja de Leopold Trepper, y otros agentes que alertaron a Stalin de la posterior invasión alemana de la Unión Soviética y que luego ayudaron al Ejército Rojo durante la Segunda Guerra Mundial.
- Reclutamiento de docenas de otros agentes que mostraron su valor en las operaciones de inteligencia del KGB durante la Guerra Fría, por ejemplo Los cinco de Cambridge.
- Advertir de numerosos complóts que fueron confirmados con el fin de asesinar a Stalin.

### El NKVD y la economía soviética
El extensivo sistema de explotación laboral en el Gulag realizó una importante contribución a la economía soviética y al desarrollo de áreas remotas. La colonización de Siberia, el Norte y el Lejano Oriente se encontraba entre las metas explícitas marcadas en las primeras leyes referentes a los campos de trabajo soviéticos. La minería, los trabajos de construcción, carreteras, ferrocarriles, canales, diques y fábricas, la tala y otras funciones de los campos de trabajo fueron parte de la economía planificada soviética, y el NKVD tuvo sus propios planes de producción.
La parte más inusual de los logros del NKVD fue su papel en el desarrollo científico y armamentista soviético. Muchos investigadores e ingenieros que fueron arrestados y juzgados por crímenes políticos, fueron ubicados en prisiones privilegiadas, coloquialmente llamadas sharagas o sharashkas donde eran forzados a trabajar de acuerdo a su especialidad. Continuando con sus estudios y siendo posteriormente liberados, algunos de ellos se hicieron líderes mundiales en la ciencia y la tecnología. Entre estas personas se encontraba Serguéi Koroliov, la cabeza del programa soviético de cohetes y primera misión de vuelo al espacio. También Andréi Túpolev, el famoso diseñador de aviones.
Después de la Segunda Guerra Mundial, el NKVD contribuyó al desarrollo de armamento nuclear soviético. Los científicos no eran prisioneros, pero el trabajo fue coordinado por el NKVD, bajo mando de Lavrenti Beria, porque este se hallaba estrechamente vinculado al servicio de inteligencia y se necesitaba afianzar la seguridad y el secreto de los trabajos.

### Operaciones internacionales

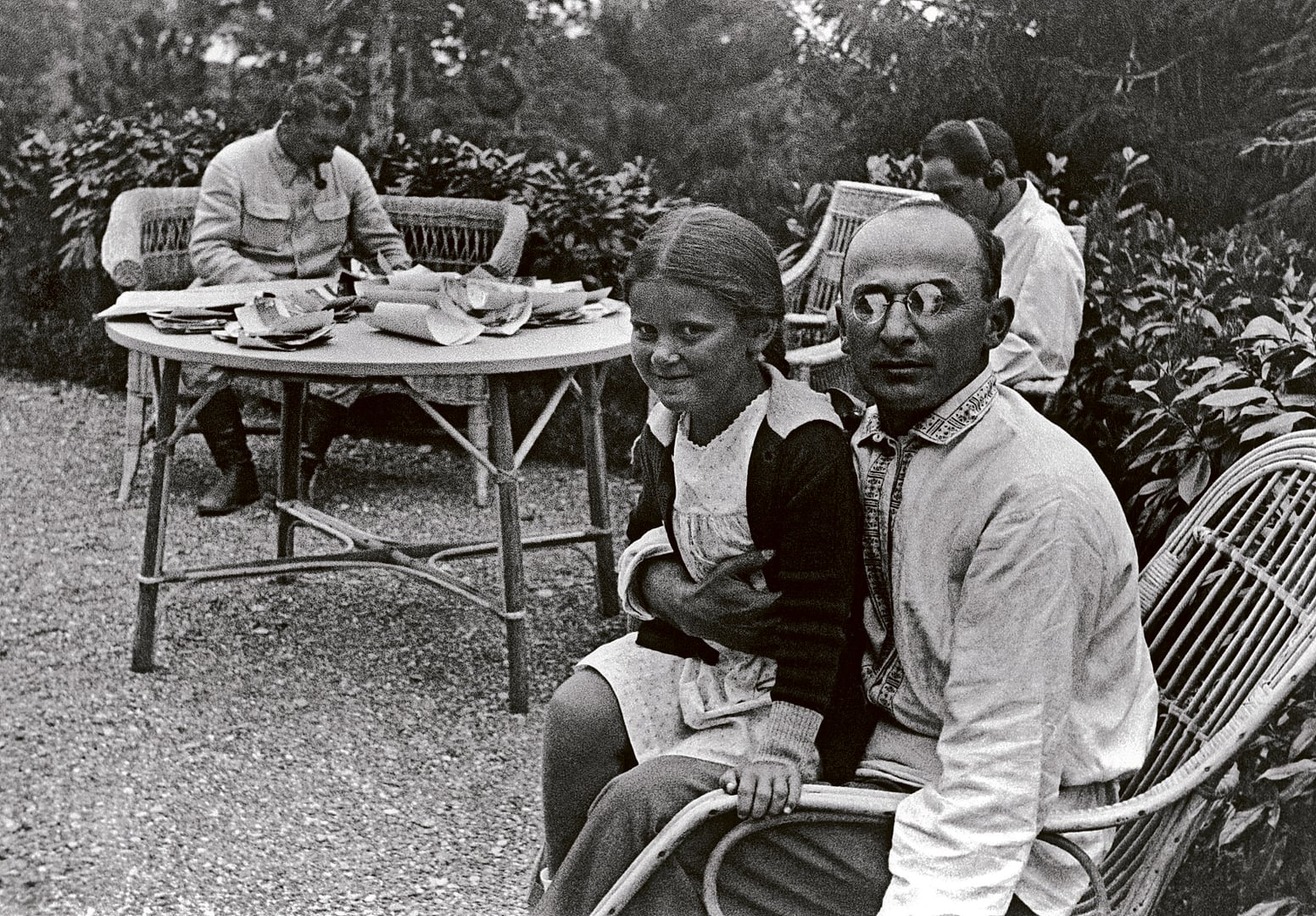
Lavrenti Beria con Stalin (al fondo) y la hija de Stalin, Svetlana.

Durante la década de 1930, el NKVD fue responsable de los asesinatos políticos de quienes Stalin creía que se le oponían. En casi todos los países occidentales importantes, incluido Estados Unidos, se establecieron redes de espionaje dirigidas por experimentados oficiales políglotas del NKVD, como Pável Sudoplátov e Isjak Ajmérov. El NKVD reclutaba agentes para sus actividades de espionaje de todas las clases sociales, desde intelectuales en paro como Mark Zborowski hasta aristócratas como Martha Dodd. Además de la recopilación de inteligencia, estas redes proporcionaban ayuda organizativa para los llamados negocios húmedos, donde los enemigos de la URSS desaparecían o eran liquidados abiertamente.
La unidad de inteligencia y operaciones especiales del NKVD (Inostranny Otdel) organizó asesinatos en el extranjero de enemigos políticos de la URSS, como líderes de movimientos nacionalistas, antiguos funcionarios zaristas y rivales personales de Iósif Stalin. Entre las víctimas oficialmente confirmadas de tales complots se encontraban:
- León Trotsky, enemigo político personal de Stalin y su más acérrimo crítico internacional, asesinado en Ciudad de México en 1940;
- Yevhén Konovalets, destacado líder nacionalista ucraniano que intentaba crear un movimiento separatista en la Ucrania soviética; asesinado en Róterdam, Países Bajos.
- Yevgueni Miller, antiguo general del ejército zarista (ruso imperial); en la década de 1930, fue responsable de la financiación de movimientos anticomunistas dentro de la URSS con el apoyo de gobiernos europeos. Secuestrado en París y trasladado a Moscú, donde fue interrogado y ejecutado.
- Noe Ramishvili, primer ministro de la República Democrática de Georgia, huyó a Francia tras la toma del poder por los bolcheviques; responsable de la financiación y coordinación de las organizaciones nacionalistas georgianas y del levantamiento de agosto, fue asesinado en París
- Borís Sávinkov, revolucionario ruso y terrorista antibolchevique (atraído de vuelta a Rusia y supuestamente asesinado en 1924 por la Operación Fiduciaria de la GPU);
- Sidney Reilly, agente británico del MI6 que entró deliberadamente en Rusia en 1925 tratando de desenmascarar la Operación Trust para vengar la muerte de Sávinkov;
- Aleksandr Kutépov, antiguo general del ejército zarista (ruso imperial), que participó activamente en la organización de grupos anticomunistas con el apoyo de los gobiernos francés y británico.

También aparecieron muertos en circunstancias muy sospechosas destacados disidentes políticos, como Walter Krivitsky, Lev Sedov, Ignace Reiss y el antiguo miembro del Partido Comunista Alemán (KPD) Willi Münzenberg.
El líder prosoviético Sheng Shicai de Sinkiang recibió ayuda del NKVD para llevar a cabo una purga que coincidiera con la Gran Purga de Stalin en 1937. Sheng y los soviéticos alegaron una conspiración trotskista masiva y un "complot fascista trotskista" para destruir la Unión Soviética. El cónsul general soviético en Urumqi Gareguín Aprésov, el general Ma Hushan, Ma Shaowu, Mahmud Sijan, el líder oficial de la provincia de Sinkiang Huang Han-chang, y Hoja-Niyaz estaban entre los 435 supuestos conspiradores del complot. Xinjiang quedó bajo influencia soviética.

#### Guerra civil española
Durante la guerra civil española, el NKVD dirigió la Sección X coordinando la intervención soviética en nombre de los republicanos españoles. Agentes de la NKVD, actuando en conjunción con el Partido Comunista de España, ejercieron un control sustancial sobre el gobierno republicano, utilizando la ayuda militar soviética para ayudar a fomentar la influencia soviética. El NKVD estableció numerosas prisiones secretas alrededor de la capital, Madrid, que se utilizaron para detener, torturar y matar a cientos de enemigos del NKVD, al principio centrándose en nacionalistas españoles y católicos españoles, mientras que desde finales de 1938 los anarquistas y los trotskistas fueron cada vez más objeto de persecución. En 1937, Andrés Nin, secretario del POUM trotskista y sus colegas fueron torturados y asesinados en una prisión del NKVD en Alcalá de Henares.

#### Operaciones durante la Segunda Guerra Mundial
Antes de la invasión alemana, para lograr sus propios objetivos, el NKVD estaba dispuesto a cooperar incluso con organizaciones como la Gestapo alemana. En marzo de 1940, representantes del NKVD y de la Gestapo se reunieron durante una semana en Zakopane, para coordinar la pacificación de Polonia (véase Conferencias Gestapo-NKVD). Se afirma que la Unión Soviética deportó a cientos de comunistas alemanes y austriacos a la Gestapo, como extranjeros no deseados, junto con sus documentos. Sin embargo, según el trabajo del académico Wilhelm Mensing, no hay pruebas de que los soviéticos se centraran específicamente en los comunistas alemanes y austriacos u otros que se consideraban "antifascistas" para deportarlos. Además, muchas unidades de la NKVD lucharon más tarde contra la Wehrmacht, por ejemplo la 10.ª División de Fusiles de la NKVD, que combatió en la batalla de Stalingrado.
Tras la invasión alemana, el NKVD evacuó y mató prisioneros. Durante la Segunda Guerra Mundial, las unidades de Tropas Internas del NKVD se utilizaron para la seguridad de la retaguardia, incluida la prevención de la retirada de las divisiones del Ejército Rojo. Aunque destinadas principalmente a la seguridad interna, las divisiones del NKVD se utilizaron a veces en el frente para frenar la deserción mediante los decretos de Stalin Orden n.º. 270 y Orden n.º. 227 en 1941 y 1942, que pretendían elevar la moral de las tropas mediante la brutalidad y la coerción. Al principio de la guerra, el NKVD formaba 15 divisiones de fusileros, que en 1945 se habían ampliado a 53 divisiones y 28 brigadas. Aunque destinadas principalmente a la seguridad interna, las divisiones del NKVD se utilizaron a veces en el frente, por ejemplo, durante la batalla de Stalingrado y la ofensiva de Crimea. A diferencia de las Waffen-SS, el NKVD no contaba con unidades blindadas o mecanizadas.
En los territorios controlados por el enemigo, el NKVD llevó a cabo numerosas misiones de sabotaje. Tras la caída de Kiev, agentes del NKVD incendiaron el cuartel general nazi y otros objetivos, llegando a quemar gran parte del centro de la ciudad. Acciones similares tuvieron lugar en toda la Bielorrusia y Ucrania ocupadas.
El NKVD (más tarde KGB) llevó a cabo detenciones, deportaciones y ejecuciones masivas. Los objetivos incluían tanto a colaboradores con Alemania como a movimientos de resistencia no comunistas, como el Ejército Nacional Polaco (Armia Krajowa) y el Ejército Insurgente Ucraniano, que pretendían separarse de la Unión Soviética, entre otros. El NKVD también ejecutó a decenas de miles de prisioneros políticos polacos en 1940-1941, incluida la Masacre de Katin. El 26 de noviembre de 2010, la Duma Estatal rusa emitió una declaración en la que reconocía la responsabilidad de Stalin en la masacre de Katin, la ejecución de 22.000 prisioneros de guerra y líderes intelectuales polacos por parte del NKVD de Stalin. La declaración afirmaba que el material de archivo "no sólo desvela la magnitud de su horrible tragedia, sino que también aporta pruebas de que el crimen de Katin se cometió por orden directa de Stalin y otros dirigentes soviéticos".
Las unidades del NKVD también se utilizaron para reprimir la prolongada guerra partisana en Ucrania y el Báltico, que duró hasta principios de la década de 1950. El NKVD también se enfrentó a una fuerte oposición en Polonia por parte de la resistencia polaca conocida como Armia Krajowa.

## Lista de comisarios del Pueblo
| N.º | Comisario | Comisario                  | Partido | Partido           | Periodo                                          | Gabinete            |
| --- | --------- | -------------------------- | ------- | ----------------- | ------------------------------------------------ | ------------------- |
| 1   |           | Guénrij Yagoda (1891–1938) |         | Partido Comunista | 10 de julio de 1934-26 de septiembre de 1936     | Mólotov I–II        |
| 2   |           | Nikolái Yezhov (1895–1940) |         | Partido Comunista | 26 de septiembre de 1936-25 de noviembre de 1938 | Mólotov III–IV      |
| 3   |           | Lavrenti Beria (1899–1953) |         | Partido Comunista | 25 de noviembre de 1938-15 de marzo de 1946      | Mólotov IV Stalin I |